# Cyrtobill darwini
Genre
Espèce
Cyrtobill darwini, unique représentant du genre Cyrtobill, est une espèce d'araignées aranéomorphes de la famille des Araneidae.

## Distribution
Cette espèce est endémique d'Australie.

## Description
Les mâles mesurent de 2,93 à 4,12 mm et les femelles de 2,77 à 4,93 mm.

## Étymologie
Ce genre est nommé en l'honneur de Bill Humphreys.
Cette espèce est nommée en l'honneur de Charles Darwin.

## Publication originale
- Framenau & Scharff, 2009 : Cyrtobill darwini, a new species in a new orb-weaving spider genus from Australia (Araneae: Araneidae: Cyrtophorinae). Records of the Western Australian Museum, vol. 25, p. 315-328 (texte intégral).